# اشیت-لو-پتیت
اشیت-لو-پتیت (به فرانسوی: Achiet-le-Petit) یک کمون در فرانسه است که در پا-دو-کاله واقع شده‌است.

## خصوصیات
اشیت-لو-پتیت ۷٫۲۵ کیلومترمربع مساحت و ۳۳۶ نفر جمعیت دارد و ۱۲۳ متر بالاتر از سطح دریا واقع شده‌است.